# Sveti Hieronim v studiu (Antonello da Messina)
Sveti Hieronim v studiu je slika italijanskega renesančnega mojstra Antonella da Messine. Slika prikazuje človeško, naravno in božansko znanje ter je napolnjena z arhitekturnimi elementi. Bila je last Antonia Pasqualina, beneškega patricija, Thomasa Baringa, 1. grofa Northbrooka, in je od leta 1894 v zbirki Narodne galerije v Londonu.

## Opis
Majhna slika prikazuje svetega Hieronima – znanega po svojih naukih o krščanskem moralnem življenju – ki dela v svojem studiu, v sobi brez sten in stropa, gledano skozi odprtino (verjetno v gotskem samostanu). Skupaj z več drugimi deli mesinskega slikarja, protagonista spremlja množica podpornih podrobnosti, ki so pomembne za sodobno flamsko šolo: knjige, živali, lončenina itd., vse poslikane z natančnimi podrobnostmi in v pravi perspektivi.
Prizor je zasnovan tako, da svetlobni žarki sovpadajo s perspektivno osjo, s poudarkom na svetnikovem trupu in rokah. Skozi okna se z obeh strani delovne sobe razkriva zelena pokrajina. Živali so mačka, jerebica (Alectoris graeca) in pav v ospredju, ki imata simbolni pomen, ter lev, ki je običajno povezan s svetim Hieronimom, v senci na desni.

## Zgodovina
Sliko je prvič opisal beneški učenjak Marcantonio Michiel leta 1529 v zbirki Antonia Pasqualina. Takrat so mislili, da je to eden od treh možnih umetnikov: Antonello, Jan van Eyck ali Hans Memling.
Šele leta 1856 sta umetniška kritika Giovanni Battista Cavalcaselle in Joseph Archer Crowe delo pozitivno pripisala Antonellu da Messini, ko sta sestavljala katalog zgodnjih flamskih slikarjev. Sprva je veljalo, da je bilo to delo narejeno v prvih dneh Antonellovega beneškega bivanja. Vendar pa slike različnih perspektiv in zapletenosti kažejo, da je šlo verjetno za demonstracijsko delo, ki naj bi ga pokazali beneškim pokroviteljem. Sinteza perspektive in svetlobe je to delo verjetno prineslo v Benetke kot "slikarski esej", da bi pritegnilo prihodnja naročila.
Slika naj bi bila dokončana okoli leta 1475, toda ker je Antonello leta 1475 dokončal dve podrobni in natančni sliki, Križanje za Antwerpen in eno za London, je o zadnjem letu mogoče dvomiti. Učenjak iz Messine Carmelo Micalizzi, ki je analiziral grafiko, ki reproducira sliko, in jo opazoval z zrcali in s povečavo, je v fini risbi nekaterih talnih ploščic identificiral podpis, datum in kraj izvedbe dela: ANTN, XI 1474, MISSI. Po mnenju Micalizzija bi slikar prikril svoje ime, Antonello, datum, november 1474, in mesto Messina.

## Slog
Odprtina v obliki velikega nizkega loka odpira studio svetga Hieronima, ki je najbolj znan po svojem prevodu večinskega dela Svetega pisma v latinščino (prevod, ki je postal znan kot Vulgata) in njegovih komentarjih evangelijev. Njegov seznam del je obsežen.
Hieronimov studio je na sliki prikazan kot dvignjena soba s tremi stopnicami, postavljena v veliko gotsko stavbo s kolonado na desni. Prostor je osvetljen s kompleksno rabo svetlobe, ki na flamski način prihaja iz več virov: najprej se iz osrednjega loka žarki pretakajo v perspektivnih smereh, usmerjajo pogled gledalca na svetega Hieronima, predvsem na njegove roke in knjigo, dajejo svetniku posebno držo. Nato iz serije odprtin, ki prebijajo steno ozadja; zlasti iz dveh oken v spodnji polovici slike, ki osvetljujejo sobo na levi in kolonado na desni v chiaroscúro, ter tri okna s trilistom, ki osvetljujejo oboke. Kljub kompleksnosti svetlobi uspe ustvariti enoten učinek, ki povezuje različne dele table, tudi zahvaljujoč trdni perspektivni konstrukciji. Bogastvo detajlov tudi spominja na flamsko maniro, s skrbnim opisom posameznih predmetov in njihovega specifičnega »sijaja«, torej načina, kako vsaka površina lomi svetlobo.
Prisotnost zunanjega okvirja je kompozicijski pripomoček, ki je prisoten v flamski umetnosti, a ga citira tudi Leon Battista Alberti, da objektivizira prostor predstavitve, ga distancira in loči od gledalca. »Celica« pisalne mize se zdi odlično organizirana s svojim pohištvom, policami in drugimi drobnimi predmeti, kot so vaze z zelišči z majoliko. Zdi se, da so odprte knjige na policah tako urejene, da kažejo globino vdolbine. Zdi se, da so tla s geometrijskimi ploščicami prava perspektiva, popolna v svoji geometrijski definiciji in igri svetlobe in sence, ki se spreminja glede na vir osvetlitve. Možno je, da je nanj vplival približno takrat objavljeni De Prospectiva pingendi (Z vidika slikarstva – najzgodnejši in edini renesančni traktat pred letom 1500, posvečen izključno temi perspektive).
V ospredju na levi jerebica aludira na Kristusovo resnico, medtem ko pav spominja na Cerkev in božansko vsevednost. Na polički, na kateri stoji svetnikova miza, je z leve strani vidna mačka in dve lončnici: pušpan, ki namiguje na vero v božansko odrešenje, in geranija, ki se sklicuje na Jezusovo trpljenje. Na skrinji na desni je kardinalski klobuk.
Lev je manj simboličen in aludira na legendo o svetem Hieronimu v puščavi, ko je k njemu prišel šepajoč lev. Pregledal je poškodovano stopalo in izvlekel trn, ki ga je tam našel. To je ozdravilo stopalo in lev je ostal pri svetem Hieronimu do svoje smrti.
Kljub svoji majhnosti ima slika osupljiv učinek zaradi prepleta svetlobe z gotsko arhitekturo, saj poudarja trdne snovi in praznine, zadene motiv in nato teče navzven skozi okna ter razkrije urejeno pokrajino. Osrednja perspektiva gleda pogled neposredno na podobo svetnika, ki je sezul čevlje, sedel na katedro, in se nato razširi na podrobnosti studia.

## Simbolika
Antonello na sliki uporablja številne simbole. Knjiga, ki jo bere sveti Hieronim, predstavlja znanje. Knjige, ki ga obkrožajo, se nanašajo na njegov prevod Svetega pisma v latinščino. Lev v senci desno od svetnika je iz zgodbe o svetem Hieronimu, ki izvleče trn iz levjih tac. Lev v zahvalo sledi svetemu Hieronimu vse življenje, kot hišna mačka. Pav in jerebica nimata posebne vloge v zgodbi o svetem Hieronimu. Vendar pav na splošno simbolizira nesmrtnost, jerebica pa ambivalentna sklicevanje na resnico/prevaro.